# تامارا رادوچای
تامارا رادوجاج (سیریلیک صربی: Тамара Радочај؛ زادهٔ ۲۳ دسامبر ۱۹۸۷) بازیکن بسکتبال زن اهل صربستان است.
وی در مسابقات کشوری و بین‌المللی در مجموع برندهٔ ۳ مدال طلا، ۲ مدال نقره، ۱ مدال برنز شده‌است.